# Марони

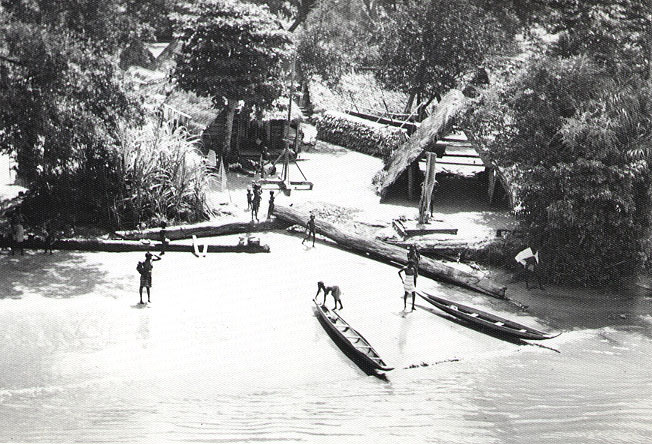
Маронське село на річці Суринам

Марони (фр. les Marrons, також «marronage» — маронство, здичавіння, повернення в дикий стан) — представники особливих співтовариств втікачів рабів-негрів та їх нащадків змішаного походження (мулати, самбо), які протягом століть вели напівкочовий і практично незалежний спосіб життя в глухих гірських регіонах далеко від центрів європейської колонізації в Західній півкулі. Найбільш широке поширення феномен маронства отримав в XVI—XVII століттях в басейні Карибського моря (Вест-Індія, Антильські острови), потім, в XVIII—XIX століттях, у міру освоєння інших територій, марони перемістилися в більш важкодоступні континентальні області (болота Міссісіпі, Флорида, гірські Анди, Бразильська сертао, Гвіана і Суринам, де маронські поселення зберігаються і понині). Марони часто співпрацювали з прибережними піратами, здійснювали грабіжницькі набіги на підконтрольні європейцям поселення з метою захоплення продовольства, але й самі при цьому постійно ставали об'єктами безперервного спостереження з боку європейських властей, армії і поліції, які прагнули повернути втікачів рабів їх панам або ж продати їх у разі полонення на невільничому ринку.

## Етимологія
Слово марони в українську потрапило з французької, куди воно, в свою чергу, було запозичене з іспанської мови, оскільки саме Іспанія відігравала ключову роль в освоєнні Америк кінця XV — сер. XVI століть. Слово «симарони» означає раби-втікачі (від ісп. cimarron походить. від  cima  — «верхівка, вершина гори»). За іншою версією, слово має індіанське походження: так араваки називали здичавілих домашніх тварин. В англомовних країнах отримали образливу назву буш-ніггери (букв. «чагарникові негри»), звідки також слово «бузіненгі» (Французька Гвіана); в португаломовних країнах іменуються також кіломбу.

## Історія
Перші марони з'явилися вже на зорі європейської колонізації Америк. Так, іспанські колоніальні хроніки фіксують появу рабів-утікачів вже в 1512 році. У джунглях, болотах і горах втікачі негри (як правило щойно привезені з Африки) часто об'єднували свої зусилля з індіанськими племенами, які надавали їм підтримку, і поступово змішувалися з ними, що призвело до появи груп самбо.
Приблизно в цей же час в маронському середовищі, де на перших етапах переважають індіанські і автохтонні мови, починається неповне засвоєння європейських мов, що призвело до появи нової лінгва франка регіонів. Так відбувається становлення місцевих креольських мов, одні з яких (наприклад, паленкеро) з часом зникли в ході процесу декреолізації, а інші навпаки набули офіційного статусу і стали самостійними мовами (пап'яменто, такі-такі, креольська мова) або опинилися в проміжному положенні сучасних соціолектів (мова гула і близька їй ебоніка в США).
Марони воліли селитися по берегах річок, щоб мати доступ до питної води, полювати на тварин на водопої, ловити рибу. Деякі марони намагалися вести і сільське господарство, вирощуючи овочі, але це було вкрай важко оскільки у міру поширення мережі доріг, європейські армії робили часті рейди на маронські поселення, і марони змушені були вести напівкочовий спосіб життя. Перші марони жили в глибині островів Карибського моря, але невелика площа островів призвела до того, що марони зникли на островах до початку XVIII століття.
На континенті вони зберігалися значно довше, але після ослаблення європейського контролю над колишніми колоніями в ході революцій і воєн за незалежність в кінці XVII — початку XIX століть, марони поступово інтегруються до місцевих громад, хоча і займають в них нестатусні і непрестижні ніші. В Латинській Америці марони швидко стали частиною місцевих латиноамериканських народів, в нероманських же країнах (Суринам, США) їх інтеграція була ускладнена інституційними бар'єрами (сегрегація, расизм тощо)

## Субетнічна групи маронів
Через особливості рельєфу і гігантських розмірів континенту, марони, звичайно ж, не представляють і ніколи не представляли із себе якоїсь гомогенної групи зі стандартним набором етнографічних характеристик. У Західній півкулі утворилося кілька досить ізольованих маронських груп, найвідоміші з яких:
- Лісові негри — шість племен, що живуть у важкодоступних джунглях Суринаму і Французької Гвіани, розмовляють мовами ндюка і сарамакканська
- Сімаррони (Панама, Центральна Америка)
- Ямайські марони